# Иосиф Сталин (Command & Conquer: Red Alert)
Ио́сиф Виссарио́нович Ста́лин (настоящая фамилия — Джугашви́ли; англ. Joseph Stalin) — персонаж и главный антагонист игры Command & Conquer: Red Alert, лидер СССР. Погибает в обеих кампаниях как за Советский Союз, так и за Альянс. Персонажа сыграл Джин Динарски.

## Обзор
Вследствие того, что Альберт Эйнштейн устранил Адольфа Гитлера в 1924 году путём рукопожатия и Второй мировой войны в том виде, в котором она известна, не случилось, новая промышленная мощь под руководством Сталина продолжала расти и расширяться. В то время как большая часть высокопоставленного военного персонала была казнена вместе с большинством ведущих исследователей, постоянно росла военная мощь, чтобы соответствовать экспансионистской политике Сталина, который представлял Советский Союз простирающимся от побережья до побережья Европы и Азии и в конечном итоге доминирующим над всем миром. Вместо Нацистской Германии агрессором стал СССР. Иосиф Виссарионович беспрепятственно разворачивает «освободительный поход», и танковые армады катком давят «жалкие подобия армий капиталистических государств».
Спустя время Иосиф Сталин отдал приказ о вторжении в Восточную Азию и назначил Радика Граденко фельдмаршалом. Действия Граденко привели к тому, что он стал лидером Красной армии и возглавил вторжение СССР в Западную Европу, а также стал советником Сталина. Сталин также постоянно советуется со своей любовницей Надеждой Зеленковой, которая является главой НКВД.
Таким образом, Сталин установил дружеские отношения с Граденко, вклад которого он признал. У него также сложились непрофессиональные отношения с Зеленковой, в результате чего два подчинённых Сталина стали соперниками за его благосклонность. Однако всё это меркло по сравнению с Кейном, который был его главным советником и человеком, стоящим за троном советского государства.
К началу игры Советский Союз при Иосифе Сталине уже захватил Китай, Индию и Восточную Европу. В неустановленную дату Сталин основал Пси-корпус под руководством телепата Юрия.

## Роль в войне

### Кампания СССР
Первая миссия за Советский Союз в целом показательна: в кабинете Сталин изучает последствия убийства людей газом, невозмутимо знакомится с данными о том, что дети умирают быстрее, чем взрослые, и приказывает начать масштабное производство отравляющего вещества. Затем он отдаёт приказ уничтожить партизан в польском городе Торунь вместе со всеми жителями, потому что все они являются «врагами народа» и мешают продвижению советских войск на Запад.
Сталин лично проинструктировал полевого командира и, после присвоения ему звания полевого капитана, приказал захватить остров под названием Халкида. Он утверждал, что руды острова будут нужны для определённых специальных проектов.
Сопротивление Альянса оказалось сильнее, чем предполагалось, и медленный темп наступления вызвал недовольство Сталина. Он вызвал полевого капитана для сопровождения автоколонны с компонентами ядерного оружия с авиабазы города Гожува.
Ко дню рождения Сталин был как раз захвачен Берлин, однако личные празднования Сталина с его любовницей Надей Зеленковой были прерваны обнаружением нового оружия Альянса на острове Эльба, которое, как позже выяснилось, было Хроносферой. Именно заполучение Хроносферы стало навязчивой идеей Сталина.
На внутреннем фронте многие генералы стали критиковать военную стратегию Сталина. Сталин убедил Граденко санкционировать ликвидацию этих генералов от его имени. В то время Граденко позволил Альянсу захватить компоненты Железного занавеса. В итоге лояльный Граденко вскоре был ликвидирован Зеленковой за продолжающуюся некомпетентность путём отравления.
Используя устройство слежения, спрятанное в часах Эйнштейна, СССР обнаружил новое местонахождение Хроносферы, когда Альянс использовал её для спасения своего учёного Эйнштейна. Сталин ещё раз приказал уже полевому генералу захватить его, но на этот раз Хроносфера была уничтожена. Сталин пришёл в ярость и задушил Георгия Кукова за его участие в провале. Полевого генерала пощадили, но отправили атаковать штаб Альянса в восточной Англии и положить конец войне.
В итоге Альянс потерпел поражение, и, чтобы отпраздновать это событие, Сталин переехал в Лондон. Находясь в Букингемском дворце, он был отравлен и убит Зеленковой, которая оказалась тайным членом Братства Нод. Место Сталина на посту советского лидера занял полевой генерал-игрок.

### Кампания Альянса
Перед вторжением в Германию Сталин приказал произвести нервно-паралитический газ и ликвидировать Торунь за укрывательство бойцов сопротивления. Когда Советский Союз вторгся в Германию, Альянс был настолько удивлён нападению, что СССР смог захватить страну практически без сопротивления. Сталин также приказал вторгнуться в Грецию. Вскоре страна пала, а её города превратились в руины. Но позже Альянсу удалось остановить советское наступление с помощью спецагента Тани Адамс и профессора Альберта Эйнштейна.
Когда Вторая мировая война повернулась против Советского Союза, Сталин стал ещё более жестоким по отношению к своим подчинённым, что привело к ужасающей чистке советских офицеров и чиновников. Пытаясь выиграть войну, Сталин приказал применить ядерное оружие против Европы. Он объявил об этом в эфире по телевидению. И только поспешная контратака войск Альянса под предводительством полевого командира, основанная на данных, предоставленных перебежчиком майором Владимиром Косыгиным, остановила надвигавшуюся катастрофу.
В конце концов союзные войска осадили Москву. Сталин всё ещё находился в городе, когда Альянс штурмовал его, находился под обломками и не мог освободиться. Его обнаружила группа солдат Альянса, которые пытались его схватить. Однако вмешался греческий генерал Никос Ставрос и приказал солдатам уйти. Затем Ставрос заткнул рот тряпкой Сталину и накрыл его большим камнем, тем самым похоронив его и оставив умирать.
После окончания конфликта руководство СССР было отдано Александру Романову — дальнему родственнику императора Николая II.